# Ariabigne
Ariabigne o Ariamene (in greco: Ἀριαβίγνης/Ἀριαμένης; ... – Stretto di Salamina, 23 settembre 480 a.C.) è stato un ammiraglio persiano.
Figlio di Dario I e di una figlia di Gobria, era fratello maggiore di Serse I, con il quale prese parte alla seconda guerra persiana.
Plutarco nella sua Vite Parallele lo cita con il nome di Ariamene e lo descrive come uno dei fratelli più coraggiosi del re persiano. Sostiene inoltre che alla morte di Dario, abbia reclamato il trono in quanto figlio maggiore, contrapponendosi a Serse che era il figlio maggiore nato dopo l'incoronazione di Dario. I persiani lasciarono che Artabano di Ircania decidesse il futuro re, e dopo il suo appoggio a Serse, Ariamene si ritirò immediatamente riconoscendo il fratello come suo legittimo sovrano. Secondo Erodoto, che cita come figlio maggiore di Dario, Artobazane (o Artabazane), questa disputa sarebbe avvenuta mentre il re era ancora vivo.
Ariabigne partì sotto il comando del fratello come uno dei 4 ammiragli della flotta e prese parte sia alla battaglia di Capo Artemisio sia a quella di Salamina. Qui trovò probabilmente la morte per mano di Aminia di Decelea (secondo Erodoto era originario di Pallene) e Socle di Pallene, che poi lanciarono il suo corpo in mare. Sempre secondo Plutarco la regina di Alicarnasso, Artemisia, riconobbe il corpo del fratello del re e perciò lo raccolse dal mare e lo portò a Serse.